# Paral·lel 19° nord
El paral·lel 19° nord és una línia de latitud que es troba a 19 graus nord de la línia equatorial terrestre. Travessa l'Àfrica, Àsia, l'oceà Índic, l'oceà Pacífic, Centreamèrica, el Carib i l'oceà Atlàntic.

## Geografia
En el sistema geodèsic WGS84, al nivell de 19° de latitud nord, un grau de longitud equival a 105,292 km; la longitud total del paral·lel és de 37.905 km, que és aproximadament 94,6% de la de l'equador. Es troba a una distància de 2.102 km de l'equador i a 7.900 km del pol Nord.
Igual que tots els altres paral·lels a part de l'equador, el paral·lel 19° nord no és un cercle màxim i, per tant, no és la distància més curta entre dos punts, fins i tot si són a la mateixa latitud. Per exemple, seguint el paral·lel, la distància recorreguda entre dos punts de longitud oposada és 19.063  km; després d'un cercle màxim (que passa pel Pol Nord), només és 15.800  km.

## Durada del dia
En aquesta latitud, el sol és visible durant 13 hores i 17 minut a l'estiu, i 10 hores i 59 minuts en solstici d'hivern.

## Arreu del món
Començant al meridià de Greenwich i dirigint-se cap a l'est, el paral·lel 19º passa per:
| Coordenades                               | País, territori o mar        | Notes |
| ----------------------------------------- | ---------------------------- | --- |
| 19° 0′ N, 0° 0′ E / 19.000°N,0.000°E      | Mali                         | |
| 19° 0′ N, 3° 16′ E / 19.000°N,3.267°E     | Algèria                      | |
| 19° 0′ N, 3° 32′ E / 19.000°N,3.533°E     | Mali                         | |
| 19° 0′ N, 4° 14′ E / 19.000°N,4.233°E     | Níger                        | |
| 19° 0′ N, 15° 38′ E / 19.000°N,15.633°E   | Txad                         | |
| 19° 0′ N, 24° 0′ E / 19.000°N,24.000°E    | Sudan                        | |
| 19° 0′ N, 37° 24′ E / 19.000°N,37.400°E   | Mar Roig                     | |
| 19° 0′ N, 41° 9′ E / 19.000°N,41.150°E    | Aràbia Saudita               | El paral·lel toca la part més septentrional del Iemen a la frontera amb Oman |
| 19° 0′ N, 52° 0′ E / 19.000°N,52.000°E    | Oman                         | |
| 19° 0′ N, 57° 50′ E / 19.000°N,57.833°E   | Oceà Índic                   | Mar d'Aràbia |
| 19° 0′ N, 72° 49′ E / 19.000°N,72.817°E   | Índia                        | Maharashtra - passant a través de Mumbai Telangana Andhra Pradesh-Chhattisgarh Orissa |
| 19° 0′ N, 84° 43′ E / 19.000°N,84.717°E   | Oceà Índic                   | Golf de Bengala |
| 19° 0′ N, 93° 43′ E / 19.000°N,93.717°E   | Myanmar (Burma)              | |
| 19° 0′ N, 97° 44′ E / 19.000°N,97.733°E   | Tailàndia                    | |
| 19° 0′ N, 101° 19′ E / 19.000°N,101.317°E | Laos                         | |
| 19° 0′ N, 104° 26′ E / 19.000°N,104.433°E | Vietnam                      | Per uns 5 km |
| 19° 0′ N, 104° 29′ E / 19.000°N,104.483°E | Laos                         | Per uns 2 km |
| 19° 0′ N, 104° 30′ E / 19.000°N,104.500°E | Vietnam                      | |
| 19° 0′ N, 105° 37′ E / 19.000°N,105.617°E | Mar de la Xina Meridional    | Golf de Tonquín |
| 19° 0′ N, 108° 39′ E / 19.000°N,108.650°E | República Popular de la Xina | Illa de Hainan |
| 19° 0′ N, 110° 31′ E / 19.000°N,110.517°E | Mar de la Xina Meridional    | Passant entre les illes Dalupiri i illa Fuga, Filipines |
| 19° 0′ N, 121° 54′ E / 19.000°N,121.900°E | Filipines                    | Illa Camiguin |
| 19° 0′ N, 121° 57′ E / 19.000°N,121.950°E | Oceà Pacífic                 | Mar de les Filipines · Passa just al nord de l'illa d'Agrihan, Illes Mariannes Septentrionals · en una part sense nom de l'oceà · passa just al sud de les illes Wake, Illes d'Ultramar Menors dels Estats Units |
| 19° 0′ N, 155° 47′ O / 19.000°N,155.783°O | Estats Units                 | Illa de Hawaii, Hawaii |
| 19° 0′ N, 155° 35′ O / 19.000°N,155.583°O | Oceà Pacífic                 | |
| 19° 0′ N, 112° 4′ O / 19.000°N,112.067°O  | Mèxic                        | Roca Partida, illes Revillagigedo |
| 19° 0′ N, 112° 3′ O / 19.000°N,112.050°O  | Oceà Pacífic                 | Passa just al nord de l'illa Socorro, illes Revillagigedo, Mèxic |
| 19° 0′ N, 104° 17′ O / 19.000°N,104.283°O | Mèxic                        | |
| 19° 0′ N, 95° 58′ O / 19.000°N,95.967°O   | Golf de Mèxic                | Golf de Campeche |
| 19° 0′ N, 91° 11′ O / 19.000°N,91.183°O   | Mèxic                        | Península del Yucatán |
| 19° 0′ N, 87° 36′ O / 19.000°N,87.600°O   | Mar del Carib                | Passa just al nord de La Gonâve, Haití |
| 19° 0′ N, 72° 45′ O / 19.000°N,72.750°O   | Haití                        | |
| 19° 0′ N, 71° 47′ O / 19.000°N,71.783°O   | República Dominicana         | |
| 19° 0′ N, 68° 52′ O / 19.000°N,68.867°O   | Oceà Atlàntic                | Passa just al nord de l'illa Anegada, Illes Verges Britàniques |
| 19° 0′ N, 16° 13′ O / 19.000°N,16.217°O   | Mauritània                   | |
| 19° 0′ N, 5° 53′ O / 19.000°N,5.883°O     | Mali                         | |